# Rok Flander
Rok Flander, slovenski deskar na snegu, * 26. junij 1979.
Flander je eden najuspešnejših slovenskih deskarjev na snegu. Nastopil je na Zimskih olimpijskih igrah 2006 v Torinu, Zimskih olimpijskih igrah 2010 v Vancouvru ter na Zimskih olimpijskih igrah 2014 v Sočiju. Leta 2007 je zbirko uspehov dopolnil z naslovom svetovnega prvaka v paralelnem veleslalomu, ki je njegova deskarska disciplina.

## Svetovni pokal
Prvo zmago med najboljšimi deskarji sveta je osvojil v sezoni 2006/2007, v Italiji. Tisto leto je osvojil še eno drugo in eno tretje mesto.
Prvi je sledila druga že naslednjo sezono, v Söldnu in še isto sezono je v La Molini tretjič v karieri stopil na sam vrh. Vmes je enkrat stal na drugi najvišji stopnički.
Leto 2008/2009 je začel spodbudno, s četrtim mestom, a nadaljeval v povsem drugačnem slogu, saj je osvojil le še eno drugo in eno peto mesto, sicer pa je nihal od 11 do 33 mesta.
V olimpijski sezoni 2009/2010 pa je močno popravil vtis prejšnje sezone, saj je bil vselej uvrščen v deseterico, z izjemo odstopa v La Molini. Osvojil je dve deveti mesti, po eno sedmo in osmo, ter peto, tretje in drugo. Uspešni sezoni je manjkala le zmaga, res pa je, da so ga po OI pestile mnoge poškodbe.
Sezono 2009/2010 je končal na 4. mestu v skupnem seštevku paralelnega veleslaloma. Po OI je nastopil še na treh svetovnih pokalih. V Moskvi je osvojil 7. mesto, v Valmalencu, v Italiji 2., v španski La Molini pa je odstopil in izgubil tretje mesto v skupni razvrstitvi.

### Zmage v svetovnem pokalu
| Datum             | Prizorišče           | Disciplina |
| ----------------- | -------------------- | ---------- |
| 13. december 2006 | S. Viglio di Marebbe | veleslalom |
| 20. oktober 2007  | Soelden              | veleslalom |
| 20. januar 2008   | La Molina            | slalom     |
| 16. december 2010 | Telluride            | veleslalom |

## Svetovna prvenstva
Na svetovnih prvenstvih je prvič nastopil leta 2003, v avstrijskem Kreischbergu, kjer je osvojil 14. in 16. mesto. Čez dve leti v Kanadskem Whistlerju je osvojil 20. in 16. mesto, leta 2007 pa se je v švicarski Arosi veselil zlatega in bronastega odličja. Prvi dan svetovnega prvenstva v Koreji, leta 2009 je razočaral s 15. mestom, a naslednjega dne popravil vtis in zabeležil četrto mesto.

## Zimske olimpijske igre
Na Olimpijskih igrah 2006, v Torinu je osvojil 7. mesto.
Na Olimpijskih igrah v Vancouvru, v Kanadi, leta 2010 je zasedel osmo mesto. V četrtfinalu je deskal proti kasnejšemu olimpijskemu prvaku, Kanadčanu Andersonu. Tako so mu ostali le še boji za mesta od 5 - 8, a si je v četrtfinalnem obračunu zlomil prst na roki in ni nastopil, tako da je avtomatično osvojil 8. mesto.
Na igrah v Sočiju je v paralelnem veleslalomu osvojil 6. mesto.